# Grolanda kyrka
Grolanda kyrka är en kyrkobyggnad som sedan 2006 tillhör Floby församling (2002-2006 Grolanda-Jäla församling och före 2002 Grolanda församling) i Skara stift. Den ligger i sydvästra delen av Falköpings kommun.

## Kyrkobyggnaden
Kyrkan som uppfördes 1759 ersatte en äldre, medeltida kyrka. Delar av denna första kyrkas norra vägg ingår nu i dagens kyrka. År 1863 uppfördes tornet och exteriören fick sitt nuvarande utseende enligt Thor Medelplans  ritningar. Kyrkan renoverades 1953, och försågs med nytt golv och elektricitet, samt 1988 då färgsättningen förändrades. År 1918 var kyrkan nära att brinna ned efter ett blixtnedslag, men räddades.

## Inventarier
- Altaruppsatsen från 1759 är utförd i fransk barock med inslag av rokoko och har ett altarkrucifix av brons.
- Altartavlan föreställer Jesus i Getsemane.
- Predikstolen från 1700-talets mitt föreställer Jesus med evangelisterna.
- Dopfunten av enkel romansk typ är lika gammal som kyrkan.
- Några av ljuskronorna är från 1700-talet.
- Nattvardskalken är ett silverarbete av stockholmsmästaren Kilian Kjellsson.

## Orglar
- 1762 byggdes den första orgeln av Johan Ewerhart den äldre i Skara och gjorde tjänst till 1913. Orgeln blev skänkt till församlingen av en överste Hans Henrik Fock (1699-1759) på Höverö fideikommiss, förmodligen genom sitt testamente, och var vid tiden en av de största landsortsorglarna som byggts.
- 1891 blev ovanstående orgel, efter att i många år nästan varit otjänlig, i grunden renoverad av orgelbyggaren A. P. Kullbom, Broddetorp (idag i Västergötlands län). Den blev försedd med en ny dubbelbälg och två nya metallpipor. Orgeln hade vid tillfället 13 stämmor. Kullbom fick 50 kr. i extra gratifikation på förslag av kammarjunkare Johan Axel Fock (1835-1895) på Höverö fideikommiss (upphört 1969), en släkting till den förre Fock, av kyrkorådet som var mycket nöjda med arbetet. Avsyning gjordes den 30 november 1891 av organisten Johan Robert Hesselblad från Floby.[2]
- Den nuvarande orgeln med fjorton stämmor byggdes av Smedmans Orgelbyggeri, Lidköping. Okänt årtal men kan varit 1975 då en orgelfasads eventuella borttagande diskuterades i en tidningsnotis.